# Lijst van burgemeesters van De Mijl
Dit is een lijst van burgemeesters van de voormalige Nederlandse gemeente De Mijl tot die gemeente in 1857 net als de gemeente Wieldrecht voor een groot deel opging in de gemeente Dubbeldam en waarbij de rest opging in de gemeente 's-Gravendeel.
| Ambtsperiode    | Naam burgemeester                    | Partij of stroming | Bijzonderheden                                                          |
| --------------- | ------------------------------------ | ------------------ | ----------------------------------------------------------------------- |
| 18?? - ca. 1843 | J.D. Schultz van Haegen              |                    | tevens burgemeester van Sandelingen-Ambacht?                            |
| ca. 1843 - 1850 | J.H. Schultz van Haegen              |                    | tevens burgemeester van Sandelingen-Ambacht?                            |
| 1850 - 1852     | mr. G.P.A. Struyk                    |                    | tevens burgemeester van Dubbeldam (1844-1852) en Wieldrecht (1850-1852) |
| 1852 - 1857     | mr. Cornelis Willem Otto van Dorsser |                    | tevens burgemeester van Dubbeldam (1852-1873) en Wieldrecht (1852-1857) |